# Nobilis (jeu de rôle)
Pour les articles homonymes, voir Nobilis.
 (août 2023).
La mise en forme du texte ne suit pas les recommandations de Wikipédia : il faut le « wikifier ».
Les points d'amélioration suivants sont les cas les plus fréquents. Le détail des points à revoir est peut-être précisé sur la page de discussion.
- Les titres sont pré-formatés par le logiciel. Ils ne sont ni en capitales, ni en gras.
- Le texte ne doit pas être écrit en capitales (les noms de famille non plus), ni en gras, ni en italique, ni en « petit »…
- Le gras n'est utilisé que pour surligner le titre de l'article dans l'introduction, une seule fois.
- L'italique est rarement utilisé : mots en langue étrangère, titres d'œuvres, noms de bateaux, etc.
- Les citations ne sont pas en italique mais en corps de texte normal. Elles sont entourées par des guillemets français : « et ».
- Les listes à puces sont à éviter, des paragraphes rédigés étant largement préférés. Les tableaux sont à réserver à la présentation de données structurées (résultats, etc.).
- Les appels de note de bas de page (petits chiffres en exposant, introduits par l'outil «  Source ») sont à placer entre la fin de phrase et le point final[comme ça].
- Les liens internes (vers d'autres articles de Wikipédia) sont à choisir avec parcimonie. Créez des liens vers des articles approfondissant le sujet. Les termes génériques sans rapport avec le sujet sont à éviter, ainsi que les répétitions de liens vers un même terme.
- Les liens externes sont à placer uniquement dans une section « Liens externes », à la fin de l'article. Ces liens sont à choisir avec parcimonie suivant les règles définies. Si un lien sert de source à l'article, son insertion dans le texte est à faire par les notes de bas de page.
- La présentation des références doit suivre les conventions bibliographiques. Il est recommandé d'utiliser les modèles {{Ouvrage}}, {{Chapitre}}, {{Article}}, {{Lien web}} et/ou {{Bibliographie}}. Le mode d'édition visuel peut mettre en forme automatiquement les références.
- Insérer une infobox (cadre d'informations à droite) n'est pas obligatoire pour parachever la mise en page.

Pour une aide détaillée, merci de consulter Aide:Wikification.
Si vous pensez que ces points ont été résolus, vous pouvez retirer ce bandeau et améliorer la mise en forme d'un autre article.
 (août 2023).
Si vous disposez d'ouvrages ou d'articles de référence ou si vous connaissez des sites web de qualité traitant du thème abordé ici, merci de compléter l'article en donnant les références utiles à sa vérifiabilité et en les liant à la section « Notes et références ».
Nobilis est un jeu de rôle de fantasy urbaine américain créé par Jenna K. Moran (créditée sous le nom de R. Sean Borgstrom) et publié par Pharos Press en 1999. Les joueurs y incarnent des « Puissances Souveraines » appelées les Nobilis. Chaque Noble est la personnification d'un concept ou d'une part de la réalité tels que le Temps, la Mort, les Meubles ou la Conspiration. Contrairement à la plupart des jeux de rôle, Nobilis n'utilise pas de dés.

## Univers
Nobilis s'inspire de nombreuses sources, dont les mythologies chrétienne et nordique, en y ajoutant de nombreux détails originaux. La Terre Prosaïque du jeu correspond à quelques variations près à notre monde : elle est le reflet déformé de la vraie réalité du Monde Mythique, monde animiste où chaque chose possède un esprit propre. Le Monde Mythique est lui plat et réside quelque part entre les branches du Frêne Universel, Yggdrasil. Celui-ci porte d'innombrables autres mondes ; à son sommet se situe le Paradis, source de toute beauté, auquel seuls les Anges ont accès ; dans ses racines se trouve l'Enfer, source de toute corruption. Autour d'Yggdrasil se trouve le Mur Mystérieux, marquant les limites de la Création.
Chaque parcelle de la réalité, concept ou classe d'objets, est incarné par une puissance quasi-divine, un Imperator. Chacun d'eux représente et gouverne un ou plusieurs Domaines, dont il a un contrôle généralement étendu. Les Imperators sont engagés dans une lutte mortelle contre les Tourmenteurs, de terribles entités venues d'au-delà du Mur Mystérieux, dont le but est de détruire la réalité. Cette guerre, le Valde Bellum, occupe l'attention des Imperators dans le Monde Spirituel. Afin de protéger la Terre et les autres mondes des attaques directes des Tourmenteurs, les Imperators placent un fragment de leur âme dans un humain (ou occasionnellement, un animal ou objet), créant ainsi un Nobilis. Chaque Nobilis représente un des Domaines de leur Imperator ; une Familia Caelestis regroupe les Nobilis liés à un même Imperator, loyaux à celui-ci ainsi qu'entre eux. Dans le même ordre d'idées, un Imperator protège son corps physique en créant un Sanctuaire, sorte d'univers parallèle de taille et d'aspect variable, relié à la Terre et reflet de sa propre nature : des dommages infligés au Domaine de l'Imperator affecteront son Sanctuaire.
L'Imperator Seigneur Entropie, à la tête du Conseil des Quatre chargé de diriger la Terre, surveille les actions des Nobilis et leur impose son Code Fidelitatis, constitué de cinq lois. La première et plus contraignante d'entre elles est la Loi de l'Anémone : "Tu n'aimeras point". Ironiquement, un Nobilis peut créer une Ancre, c'est-à-dire un humain dont il peut prendre le contrôle ; or pour créer un tel lien, le Nobilis doit aimer ou haïr l'humain en question.
Les fleurs ont une signification particulière pour les Nobilis et leurs Imperators. Selon l'univers du jeu, les Anges les ont utilisées comme outil pour contrôler et diffuser leur pouvoir lors de la création du monde. Chaque Nobilis et Imperator possède un blason auquel sont associés des fleurs, lesquelles sont souvent utilisées dans leurs rites magiques. De même, le Maître de Jeu est appelé la Divine Rose Trémière, fleur représentant la vanité et l'ambition.

## Système de jeu
Contrairement à la plupart des jeux de rôle, Nobilis n'utilise pas de dés ou autre générateur de hasard pour déterminer le résultat des actions des joueurs. Il s'appuie sur un système de points de Miracle à dépenser pour réaliser certaines actions ; celles-ci n'échouent pratiquement jamais. Au lieu de se focaliser sur la réussite ou non des actions, la narration insiste sur les conséquences de celles-ci. Étant donné qu'un affrontement physique entre Nobilis est très coûteux en points de Miracle, et qu'un Nobilis peut balayer sans problème un grand nombre d'humains en une fois, le côté social du jeu de rôle est encouragé. Malgré la toute-puissance apparente des personnages, ils doivent en fait prendre en compte les implications de toutes leurs actions, ainsi que les réactions des autres Nobilis et Imperators qu'ils ont pu contrarier.
Chaque personnage possède 4 attributs, à partir desquels sont calculés les coûts de chaque Miracle :
- l'Aspect, c'est-à-dire la force physique et intellectuelle du personnage
- le Domaine, degré de contrôle de la partie de la réalité qui lui a été attribuée
- le Royaume, degré de contrôle du Sanctuaire auquel il appartient
- l'Esprit, représentant la part de "divinité" que leur âme possède.

Chaque attribut possède un nombre de points de Miracle associés.
La création de personnage dans Nobilis donne au joueur un contrôle inhabituel sur son environnement. Les joueurs possèdent un espace de personnalisation considérable dans la création de leur propre avatar, et peuvent en plus créer leurs Imperator et Sanctuaire. De plus, chaque Nobilis possède une Affiliation, c'est-à-dire une philosophie générale suivie par le personnage, ainsi qu'un ensemble de Limites et Restrictions. Ces contraintes permettent au personnage de récupérer des points de Miracle au cours du jeu.

## Publication

### Première édition
La première édition est imprimée à la demande par Pharos Press en 1999, avec une illustration de couverture par Alphonse Mucha.

### Deuxième édition
La deuxième édition est imprimée en 2002 par Hogshead Publishing. Lorsque la maison d'édition ferma en 2003, les droits de l'ouvrage furent rendus à l'auteur, et des arrangements furent pris avec Guardians of Order pour publier la deuxième édition.
L'ouvrage est un beau livre, réalisé par Headless Hollow, avec un ruban marque-page. Il est appelé le "Grand Livre Blanc" par les joueurs. Il comporte des illustrations de pleine page en noir et blanc, dont certaines par Charles Vess et Michael Kaluta. De nombreuses microfictions de Borgstrom complètent les marges du livre.
L'édition francophone a été publié par 2d Sans Faces en 2002. Pour des raisons d'espace disponible, le scénario inclus dans l'édition originale a été remplacé par un nouveau scénario créé pour l'occasion, centré autour d'un Sanctuaire obsédé par les médias. Un écran de jeu, intitulé Perfidie, est publié fin 2002, avec un livret incluant des errata ainsi que le scénario de l'édition originale.

### Troisième édition
La troisième édition du jeu est prévue, en version originale, pour début 2011,.

### Récompenses
Nobilis a reçu le Grog d'or 2002, décerné par le Guide du Rôliste Galactique.